# Orthonama densilineata
Orthonama densilineata là một loài bướm đêm trong họ Geometridae.